# 段瑞春
段瑞春（？—），男，中华人民共和国政治人物、知识产权及技术创新专家，曾任国有重点大型企业监事会主席。